# Рягавере (волость)
Рягавере (эст. Rägavere ) — бывшая волость в Эстонии в составе уезда Ляэне-Вирумаа.

## Положение
Площадь волости — 173,74 км², численность населения на  1 января 2006 года составляла 993 человека.
Административный центр волости — деревня Ульви. Помимо этого, на территории волости находятся ещё 13 деревень.